# Joe Crail
Joe Crail (ur. 25 grudnia 1877 w Fairfield, zm. 2 marca 1938 w Los Angeles) – amerykański polityk, członek Partii Republikańskiej.

## Działalność polityczna
W okresie od 4 marca 1927 do 3 marca 1933 przez trzy kadencje był przedstawicielem 10. okręgu wyborczego w stanie Kalifornia w Izbie Reprezentantów Stanów Zjednoczonych.